# Olaf Stapledon
William Olaf Stapledon, bolj znan kot samo Olaf Stapledon, angleški pisatelj in filozof, * 10. maj 1886, Wallasey, Anglija, Združeno kraljestvo, † 6. september 1950, Caldy.
Kot filozof je želel približati svoje razmišljanje o prihodnosti človeštva širši javnosti, zato se je lotil pisanja znanstvene fantastike in razvijal številne teme, ki so dandanes značilne za tovrstno žanrsko literaturo – kolonizacija drugih svetov, kiborgi, potovanje v času, nesmrtnost, kolektivna inteligenca in druge. Večje prepoznavnosti je bil deležen šele ob koncu življenja, vplivnost njegovih zamisli pa zdaj primerjajo s H. G. Wellsom.

## Življenjepis
Rodil se je kot edinec v premožni družini špediterja Williama C. Stapledona in njegove žene Emmeline (roj. Miller) na polotoku Wirral na zahodu Anglije, kjer je preživel večino življenja. Njegovo nordijsko ime ne nakazuje tujskega izvora, le starša sta ob njegovem rojstvu slučajno brala knjigo o norveških kraljih. Šolal se je najprej v internatu Abbotsholme in nato vpisal študij zgodovine na Kolidžu Balliol v Oxfordu, kjer je diplomiral leta 1913. Nato je izmenično delal kot učitelj in uradnik v družinskem podjetju.
Med prvo svetovno vojno je uveljavljal ugovor vesti. Namesto služenja na fronti je bil med julijem 1915 in januarjem 1919 voznik reševalnega vozila v prostovoljski kvekerski enoti v Franciji in Belgiji ter si prislužil odlikovanje Croix de Guerre za hrabrost. Vojna izkušnja je utrdila njegovo pacifistično prepričanje in zagovarjati je začel koncept svetovne vlade. 16. julija 1919 se je poročil z daljno sorodnico Agnes Zeno Miller (1894–1984) iz Avstralije.
Leta 1925 je doktoriral iz filozofije na Univerzi v Liverpoolu, štiri leta kasneje pa je izšla njegova prva knjiga A Modern Theory of Ethics, za katero je uporabil gradivo iz svoje disertacije. Kmalu pa se je lotil pisanja fikcije, da bi predstavil svoje razmišljanje širši javnosti. Že njegov prvi roman Last and First Men (1930) je bil dovolj uspešen, da se je povsem posvetil pisateljevanju, pri čemer je kasneje priznal, da živi predvsem od dividend družinskega podjetja in »drugih nezasluženih koristi«. V naslednjih letih je izšlo še nadaljevanje, Last Men in London (1932), in mnogo drugih knjig fikcije, pa tudi filozofije.
Med drugo svetovno vojno je nekoliko omilil svoja prepričanja in javno zagovarjal vojaške aktivnosti svoje države, je pa podprl britansko socialistično stranko Common Wealth Party, kot tudi internacionalistično združenje Federal Union. Označili so ga za marksista, na kar je odvrnil, da ni marksist, da pa tudi ni proti marksizmu.
Po vojni je mnogo predaval v tujini in se udeležil več kongresov intelektualcev za mir. Kasneje se je vključil v gibanje proti apartheidu. Leta 1950 je opravil tedensko turnejo predavanj v Parizu, nato pa je odpovedal načrtovani obisk Jugoslavije in se vrnil domov v Caldy, kjer je kmalu po tistem nenadoma umrl zaradi infarkta.

## Delo
Že kot študent je objavljal eseje, njegovo prvo filozofsko delo, A Modern Theory of Ethics, pa je nakazalo glavne teme njegovega kasnejšega ustvarjanja; osrednjo vlogo je imelo zlasti prepričanje, da človek ni sposoben odkriti univerzalnih resnic, ukvarjal pa se je tudi z vprašanji osebne izpolnitve kot nečesa intrinzično dobrega in skupnostjo kot pogojem za osebno izpolnitev. V vseh proznih delih Stapledon raziskuje preseganje človekovih prirojenih omejitev v prizadevanju za izpolnitev.
Stapledonovo glavno delo je serija Future History/Last Men, ki vključuje njegov prvi roman Last and First Men (1930) in najbolj znano delo, Star Maker (1937). V njej predstavi vizijo razvoja človeštva v naslednjih 100 milijardah let.

### Leposlovje
- Last and First Men: A Story of the Near and Far Future (1930) (ISBN 1-85798-806-X)
- Last Men in London (1932) (ISBN 0-417-02750-8)
- Odd John: A Story Between Jest and Earnest (1935) (ISBN 0-413-32900-3)
- Star Maker (1937) (ISBN 0-8195-6692-6)
- Darkness and the Light (1942) (ISBN 0-88355-121-7)
- Old Man in New World (kratka zgodba, 1944)
- Sirius: A Fantasy of Love and Discord (1944) (ISBN 0-575-07057-9)
- Death into Life (1946)
- The Flames: A Fantasy (1947)
- A Man Divided (1950) (ISBN 0-19-503087-7)
- Four Encounters (1976) (ISBN 0-905220-01-3)
- Nebula Maker (osnutki za Star Maker, 1976) (ISBN 0-905220-06-4)
- East is West (posmrtno, 1979)

### Neleposlovje
- A Modern Theory of Ethics: A study of the Relations of Ethics and Psychology (1929)
- Waking World (1934)
- Saints and Revolutionaries (1939)
- New Hope for Britain (1939)
- Philosophy and Living, 2 volumes (1939)
- Beyond the "Isms" (1942)
- Seven Pillars of Peace (1944)
- Youth and Tomorrow (1946)
- Interplanetary Man? (1948)
- The Opening of the Eyes (ur. Agnes Z. Stapledon, 1954)

### Poezija
- Latter-Day Psalms (1914)

### Zbirke
- Worlds of Wonder: Three Tales of Fantasy (1949)
- To the End of Time: the Best of Olaf Stapledon (ur. Basil Davenport, 1953) (ISBN 0-8398-2312-6)
- Far Future Calling: Uncollected Science Fiction and Fantasies of Olaf Stapledon (ur. Sam Moskowitz 1979 ISBN 1-880418-06-1)
- An Olaf Stapledon Reader (ur. Robert Crossley, 1997)